# Франкенштейн, или Современный Прометей
«Франкенштейн, или Современный Прометей» (англ. Frankenstein: or, The Modern Prometheus) — эпистолярный готический роман английской писательницы Мэри Шелли, впервые опубликованный анонимно в 1818 году. Один из основополагающих текстов научной фантастики. 
В книге рассказывается о жизни и трудах учёного Виктора Франкенштейна, которому удалось постичь тайну зарождения жизни и научиться оживлять безжизненную материю. Франкенштейн создает искусственного человека из частей трупов, но позже отрекается от своего детища. Безымянное чудовище, ненавидимое людьми за уродство, начинает преследовать своего создателя. Роман «Франкенштейн» совмещает в себе элементы, присущие готическим романам, романтической литературе в целом и научной фантастике; писатель Брайан Олдисс провозглашал его первым подлинно научно-фантастическим произведением, поскольку в «Франкенштейне» для создания чудовища используются именно научные методы.
Первый набросок романа был написан Шелли в 1816 году во время отдыха на вилле Диодати в Швейцарии в компании Перси Биши Шелли, Джорджа Байрона и Джона Полидори. По предложению Байрона все участники компании занялись сочинением «страшных» рассказов; помимо «Франкенштейна», результатом этой затеи также стал рассказ Полидори «Вампир». Название «Франкенштейн» Шелли заимствовала у немецкого замка Франкенштейн, где в XVII веке работал алхимик Иоганн Конрад Диппель, ставший одним из прообразов главного героя романа. Начиная с 1910 года по мотивам романа было снято множество фантастических фильмов. Наиболее известна экранизация 1931 года с Борисом Карлоффом в роли чудовища.

## Сюжет
Роман начинается в Петербурге и Архангельске, откуда английский исследователь Уолтон отправляется на Северный полюс с целью нанесения на карты этих неведомых земель. Среди льдов его корабль подбирает истощенного европейца по имени Виктор Франкенштейн. Немного укрепив силы, Франкенштейн рассказывает Уолтону историю своей жизни и как он попал в эти места.
Франкенштейн родился в обеспеченной семье аристократов из Женевы. С детства Виктор интересовался всем таинственным и необъяснимым и, будучи подростком, изучал труды известных алхимиков вроде Парацельса и Корнелия Агриппы. После смерти матери отец послал Виктора в престижный университет города Ингольштадт. Там Виктор под влиянием учителя естественных наук Вальдмана заинтересовался причиной зарождения жизни и смерти.
Потратив два года на исследования, Виктор нашел способ создания живой материи из неживой и с помощью этого открытия создал и оживил гиганта. Новоявленное существо одним своим видом напугало Виктора, заставив ученого в ужасе бежать из лаборатории и вызвав у него приступ лихорадки.
Выздоровев, Виктор пытается забыть произошедшее, но через некоторое время он узнает, что его младшего брата Вильяма убили. Виктор вернулся в Женеву, где ночью заметил в лесу созданного им монстра. Суд признал виновным в смерти Вильяма служанку Франкенштейнов Жюстину Мориц, так как у неё нашли медальон мальчика. Её казнят, однако Виктор понимает, что настоящий убийца — монстр.
Монстр встречает Виктора и рассказывает ему, что научился говорить благодаря одной семье, в чьём сарае он жил и в которой мужчина учил иностранную невесту французскому. Попытавшись подружиться со слепым отцом семейства, он был избит членами семьи из-за его ужасного вида. Монстр нашёл в плаще, который взял в лаборатории, дневник Франкенштейна по собственному созданию и возненавидел создателя. Гонимый отовсюду из-за своего уродства, монстр случайно наткнулся на Вильяма и, узнав, кто он такой, убил его.
Монстр требует у Виктора создать ему женщину-невесту, обещая, что пара уйдет в джунгли Южной Америки и будет там жить подальше от рода человеческого. После долгих препирательств Виктор соглашается и уединяется на острове, но, задумавшись над последствиями подобного союза, в результате которого Землю могло вместо одного заселить множество монстров, уничтожает тело женского создания. Монстр в ярости клянётся отомстить и убивает лучшего друга Виктора — Анри Клерваля.
Вернувшись в Женеву, подавленный Виктор женится на подруге своего детства Элизабет Лавенца, но в брачную ночь монстр проникает в её будуар и душит. Смерть Элизабет поражает Виктора и его отца, который вскоре умирает. Лишившись таким образом всей своей семьи, Франкенштейн клянётся отомстить и пускается за монстром в погоню, которая приводит несчастного ученого на Северный полюс, где монстр, обладающий сверхъестественной силой и выносливостью, с лёгкостью ускользает.
Уолтон, решив не рисковать подобно Виктору ради достижения знаний, поворачивает корабль обратно. По дороге Франкенштейн умирает. В каюте с телом ученого Уолтон обнаруживает чудовище, которое говорит, что сожалеет о содеянных злодеяниях, и решает уйти дальше на Север, где клянется сжечь себя на погребальном костре. Произнеся эту клятву, существо бежит с корабля.

## Создание и публикация

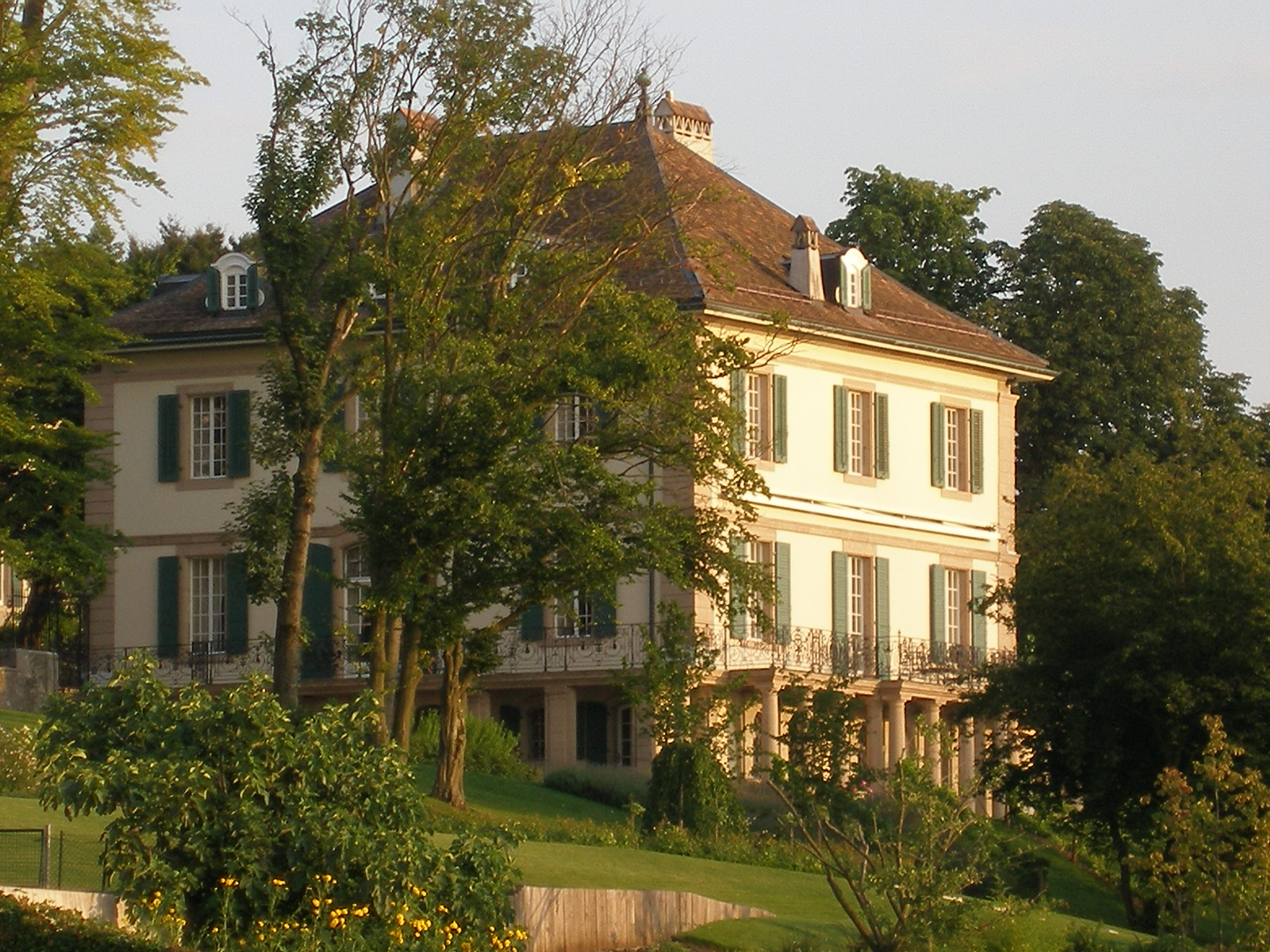
Вилла Диодати близ Женевы

Лето 1816 года выдалось чрезвычайно холодным и ненастным — так называемый Год без лета, связанный с извержением вулкана Тамбора в 1815 году. На вилле Диодати у Женевского озера собралась компания просвещённых англичан — Джордж Байрон, Джон Полидори, Перси Шелли и его возлюбленная (и будущая жена) 18-летняя Мэри Годвин. Из-за чрезвычайно плохой погоды отдыхающие часто не могли покинуть дом и были вынуждены проводить время у дровяного камина.
Компания развлекала себя чтением книги «Фантасмагориана» (1812) — сборника немецких страшных сказок и рассказов о привидениях и проклятиях в переводе на французский язык. Байрон предложил своим товарищам написать каждому по «страшной повести». Тогда Джордж Байрон сочинил рассказ, который лег в основу повести Полидори о вампирах, а Мэри Шелли, когда речь зашла о чудесах месмеризма и гальванизма, сочинила историю про Франкенштейна и порождённое им чудовище.
Чтобы попасть из Англии на швейцарскую ривьеру, Мэри пришлось ехать долиной Рейна, где в 1814 году в Гернсхайме она услышала про расположенный в 10 милях замок Франкенштейн, где, как рассказывали, за два столетия до этого была оборудована алхимическая лаборатория. Роман увидел свет в Лондоне в 1818 году без указания автора, но с посвящением отцу Мэри — Уильяму Годвину. Книга получила весьма кислые рецензии, но имела успех у публики, так что уже в 1823 году действие романа было перенесено на театральную сцену. В том же году роман был издан во Франции с указанием имени его реального автора.
В 1831 году Мэри Шелли опубликовала под своим именем значительно переработанное издание романа с развёрнутым предисловием, в котором поведала об обстоятельствах создания книги.

## Издания на русском языке

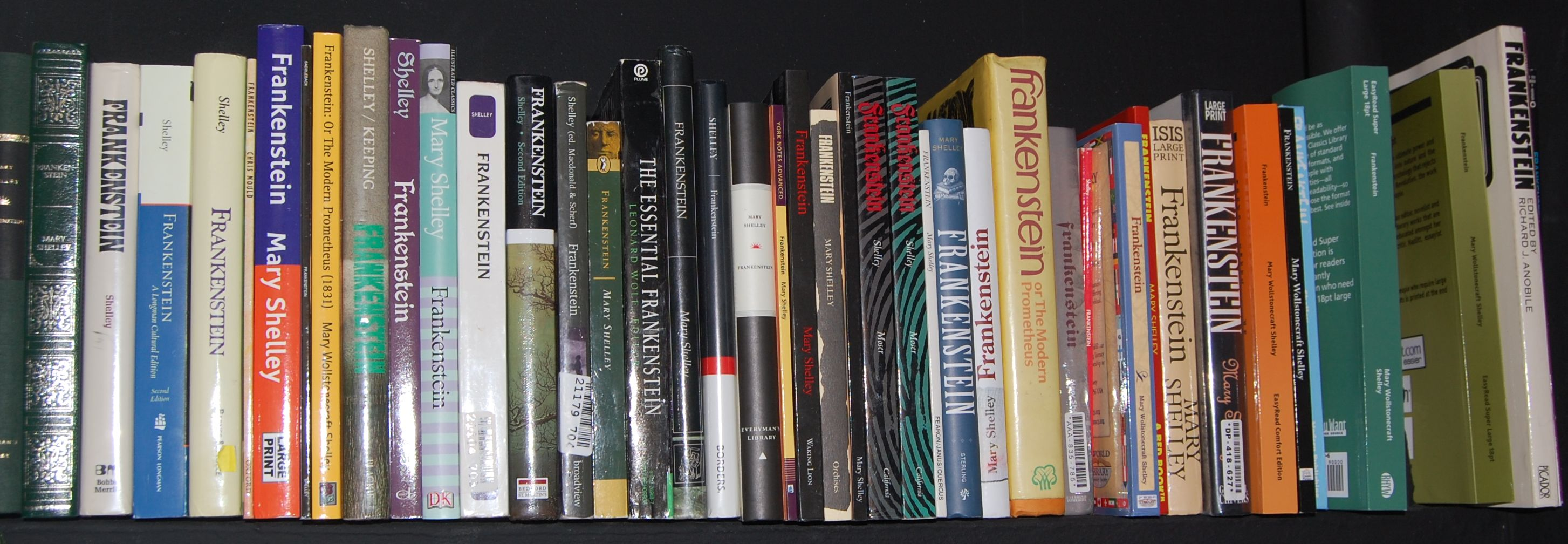
Издания разных лет на английском языке.

Полный перевод романа на русский язык был выполнен Зинаидой Александровой в 1965 году. В 2010 году вышел том в серии «Литературные памятники». Помимо текста окончательной редакции романа в переводе Александровой, данное издание содержит обширные выдержки из первой редакции 1818 года, а также статьи Перси Шелли и Вальтера Скотта о книге, обширные комментарии, и помимо того — впервые переведённый на русский язык роман с ключом М. Шелли «Последний человек».